# Abbeyfield
Abbeyfield is een Britse liefdadigheidsinstelling en ledenorganisatie, met als grootste en leidende deelvereniging The Abbeyfield Society. Samen ijveren ze als Abbeyfield Family voor het creëren van aangepaste huisvesting voor zelfstandige en alleenstaande ouderen.
De Abbeyfield Family heeft in totaal meer dan 450 huizen, vooral in het Verenigd Koninkrijk, maar verder ook in Australië, België, Canada, Jersey, Nieuw-Zeeland en Zuid-Afrika.
Abbeyfield, met hoofdkantoor in St Albans, Hertfordshire, is een geregistreerde liefdadigheidsinstelling en woningcorporatie naar Engels recht. 

## Geschiedenis
Richard Carr-Gomm (1922-2008) (OBE) werd na zijn militaire dienst de eerste mannelijke thuishulp van Groot-Brittannië, en ontdekte daar de sociale behoeften van de mensen voor wie hij zorgde. In 1955 kocht hij een eerste zorgwoning in Bermondsey bij Londen. 

## Woonvorm
Abbeyfieldhuizen zijn een vorm van centraal wonen, met doorgaans voor elke bewoner een individuele accommodatie met woon- en slaapruimte, doucheruimte en toilet. De gemeenschappelijke ruimtes omvatten een keuken, woon/eetkamer, gastenkamer, badkamer, wasruimte, en een terras en of tuin. De huizen zijn geen alternatief voor het woonzorgcentrum: zelfredzaamheid is belangrijk, en medische zorg is niet voorzien.

## Abbeyfield België
In 1995 werd Abbeyfield Belgium vzw opgericht door vijf pioniers. Vanwege de institutionele evolutie in België werden regionale vzw's opgericht, Abbeyfield Vlaanderen vzw in 2011, en Abbeyfield en Wallonie asbl in 2013. Abbeyfield Belgium vzw beheert zorgwoningen in het Brussels Hoofdstedelijk Gewest, coördineert de gewestelijke vzw’s en verleent centraal het Abbeyfield-label aan nieuwe huizen. Er waren in 2023 in totaal 10 Abbeyfield huizen in België: drie in Vlaanderen, drie in Brussel en vier in Wallonië.